# Кардинал (рід)
Кардинал (Cardinalis) — рід птахів з родини кардиналових (Cardinalidae) включає три види, що мешкають в Північній Америці та в північній частині  Південної Америки.

## Види
- Кардинал червоний (Cardinalis cardinalis)
- Кардинал червоногорлий (Cardinalis sinuatus)
- Кардинал південний (Cardinalis phoeniceus)